# PGL
PGL Esports (simplu PGL) este o companie românească de organizare de sporturi electronice cu sediul în București care organizează turnee de Dota 2 și Counter-Strike 2. Compania este cunoscută pentru producerea de evenimente sponsorizate de Valve, cum ar fi campionatele Major de Counter-Strike, precum și seria de evenimente The International.

## Istoric
PGL a fost înființată în România în 2002. PGL a început să găzduiască turnee de Dota 2 odată cu Manila Major în 2016. De atunci, au găzduit evenimente majore în fiecare an, precum The International din 2016 și 2024. Recent, PGL a anunțat o serie de evenimente între 2024 și 2026, inclusiv seria de evenimente Wallachia.
PGL a găzduit mai multe campionate Major de Counter-Strike, precum PGL Major: Cracovia 2017 și PGL Major Stockholm 2021, dar și primul Major din Counter-Strike 2, PGL Major Copenhaga 2024. De asemenea, au produs transmisiunea în limba engleză pentru Perfect World Shanghai Major 2024.

## Dota 2
PGL a găzduit turnee de Dota 2  începând din 2016, printre care și turneele Majore și The International sponsorizate de Valve, precum și propriile serii de turnee independente.

### Turnee notabile
| Nume                             | Data                     | Locație                                   | Campioană       | Locul 2           | Fond de premii | Ref.   |
| -------------------------------- | ------------------------ | ----------------------------------------- | --------------- | ----------------- | -------------- | ------ |
| The Manila Major 2016            | 3-12 iunie 2016          | Mall of Asia Arena, Manila                | OG Esports      | Team Liquid       | US$3.000.000   | [ 7 ]  |
| The International 2016           | 2-13 august 2016         | Climate Pledge Arena, Seattle             | Wings Gaming    | Digital Chaos     | US$20.770.460  | [ 8 ]  |
| The Boston Major 2016            | 3-10 decembrie 2016      | Wang Theater, Boston                      | OG Esports      | Ad Finem          | US$3.000.000   | [ 9 ]  |
| The Kiev Major 2017              | 24-30 aprilie 2017       | Palatul Național de Artă, Kiev            | OG Esports      | Virtus.pro        | US$3.000.000   | [ 10 ] |
| The International 2017           | 2-12 august 2017         | Climate Pledge Arena, Seattle             | Team Liquid     | Newbee            | US$24.787.916  | [ 11 ] |
| The Bucharest Major              | 4-11 martie 2018         | Sala Polivalentă, București               | Virtus.pro      | VGJ.Thunder       | US$1.000.000   | [ 12 ] |
| Dota 2 Asia Championships 2018   | 29 martie-7 aprilie 2018 | Shanghai Oriental Sports Center, Shanghai | Mineski         | LGD Gaming        | US$1.000.000   | [ 13 ] |
| China Dota2 Supermajor           | 2-10 iunie 2018          | Yuanshen Gymnasium, Shanghai              | Team Liquid     | Virtus.pro        | US$1.500.000   | [ 14 ] |
| The International 2018           | 15-25 august 2018        | Rogers Arena, Vancouver                   | OG Esports      | LGD Gaming        | US$25.532.177  | [ 15 ] |
| The Kuala Lumpur Major           | 9-18 noiembrie 2018      | Axiata Arena, Kuala Lumpur                | Virtus.pro      | Team Secret       | US$1.000.000   | [ 16 ] |
| The International 2019           | 15-25 august 2019        | Mercedez-Benz Arena, Shanghai             | OG Esports      | Team Liquid       | US$34.330.068  | [ 17 ] |
| ONE Esports Singapore Major 2021 | 27 martie-4 aprilie 2021 | Fairmont Singapore, Singapore             | Invictus Gaming | Evil Geniuses     | US$500.000     | [ 18 ] |
| The International 2021           | 7-17 octombrie 2021      | Arena Națională, București                | Team Spirit     | LGD Gaming        | US$40.018.195  | [ 19 ] |
| PGL Arlington Major 2022         | 4-14 august 2022         | Esports Stadium Arlington, Arlington      | Team Spirit     | LGD Gaming        | US$500.000     | [ 20 ] |
| The International 2022           | 15-30 octombrie 2022     | Singapore                                 | Tundra Esports  | Team Secret       | US$18.930.775  | [ 21 ] |
| The International 2023           | 12-29 octombrie 2023     | Seattle                                   | Team Spirit     | Gaimin Gladiators | US$3.380.455   | [ 22 ] |
| PGL Wallachia Season 1           | 10-29 mai 2024           | PGL Studio, București                     | Team Spirit     | Xtreme Gaming     | US$1.000.000   | [ 23 ] |
| The International 2024           | 4-15 septembrie 2024     | Royal Arena, Copenhaga                    | Team Liquid     | Gaimin Gladiators | US$2.776.566   | [ 24 ] |
| PGL Wallachia Season 2           | 4-13 octombrie 2024      | PGL Studio, București                     | HEROIC          | Team Falcons      | US$1.000.000   | [ 25 ] |

## Counter-Strike
PGL a găzduit turnee de Counter-Strike începând cu calificările pentru Campionatul Major MLG: Columbus din 2016. De atunci, PGL au găzduit mai multe campionate Majore sponsorizate de Valve. Începând cu 2025, după ce Valve a interzis organizatorilor de turnee să vândă locuri la turnee echipelor, PGL a anunțat că va organiza pentru prima dată evenimente independente non-Major în 2025 și 2026.
PGL a organizat, de asemenea, transmisiunea în limba engleză pentru Perfect World Shanghai Major 2024.

### Turnee notabile
| Nume                                | Data                                | Locație                             | Campioană                           | Locul 2                             | Fond de premii                      | Ref.                                |
| În Counter-Strike: Global Offensive | În Counter-Strike: Global Offensive | În Counter-Strike: Global Offensive | În Counter-Strike: Global Offensive | În Counter-Strike: Global Offensive | În Counter-Strike: Global Offensive | În Counter-Strike: Global Offensive |
| ----------------------------------- | ----------------------------------- | ----------------------------------- | ----------------------------------- | ----------------------------------- | ----------------------------------- | ----------------------------------- |
| PGL Major Cracovia 2017             | 16-23 iulie 2017                    | Tauron Arena, Cracovia              | Gambit Esports                      | Immortals                           | US$1.000.000                        | [ 28 ]                              |
| PGL Major Stockholm 2021            | 26 octombrie-7 noiembrie 2021       | Stockholm                           | Natus Vincere                       | G2 Esports                          | US$2.000.000                        | [ 29 ]                              |
| PGL Major Antwerp 2022              | 9-22 mai 2022                       | Sportpaleis, Antwerp                | FaZe Clan                           | Natus Vincere                       | US$1.000.000                        | [ 30 ]                              |
| În Counter-Strike 2                 |                                     |                                     |                                     |                                     |                                     |                                     |
| PGL Major Copenhaga 2024            | 17-31 martie 2024                   | Royal Arena, Copenhaga              | Natus Vincere                       | FaZe Clan                           | US$1.250.000                        | [ 31 ]                              |
| PGL Cluj-Napoca 2025                | 14-23 februarie 2025                | București/Cluj-Napoca               | TBD                                 | TBD                                 | US$1.250.000                        |                                     |
| PGL București 2025                  | 6-13 aprilie 2025                   | PGL Studio, București               | TBD                                 | TBD                                 | US$1.250.000                        |                                     |
| PGL Astana 2025                     | 10-18 mai 2025                      | Barys Arena, Astana                 | TBD                                 | TBD                                 | US$1.250.000                        |                                     |
| PGL Belgrad 2025                    | 25 octombrie-2 noiembrie 2025       | Belgrade Arena, Belgrad             | TBD                                 | TBD                                 | US$1.250.000                        |                                     |